# Voormalige Stadstimmertuin

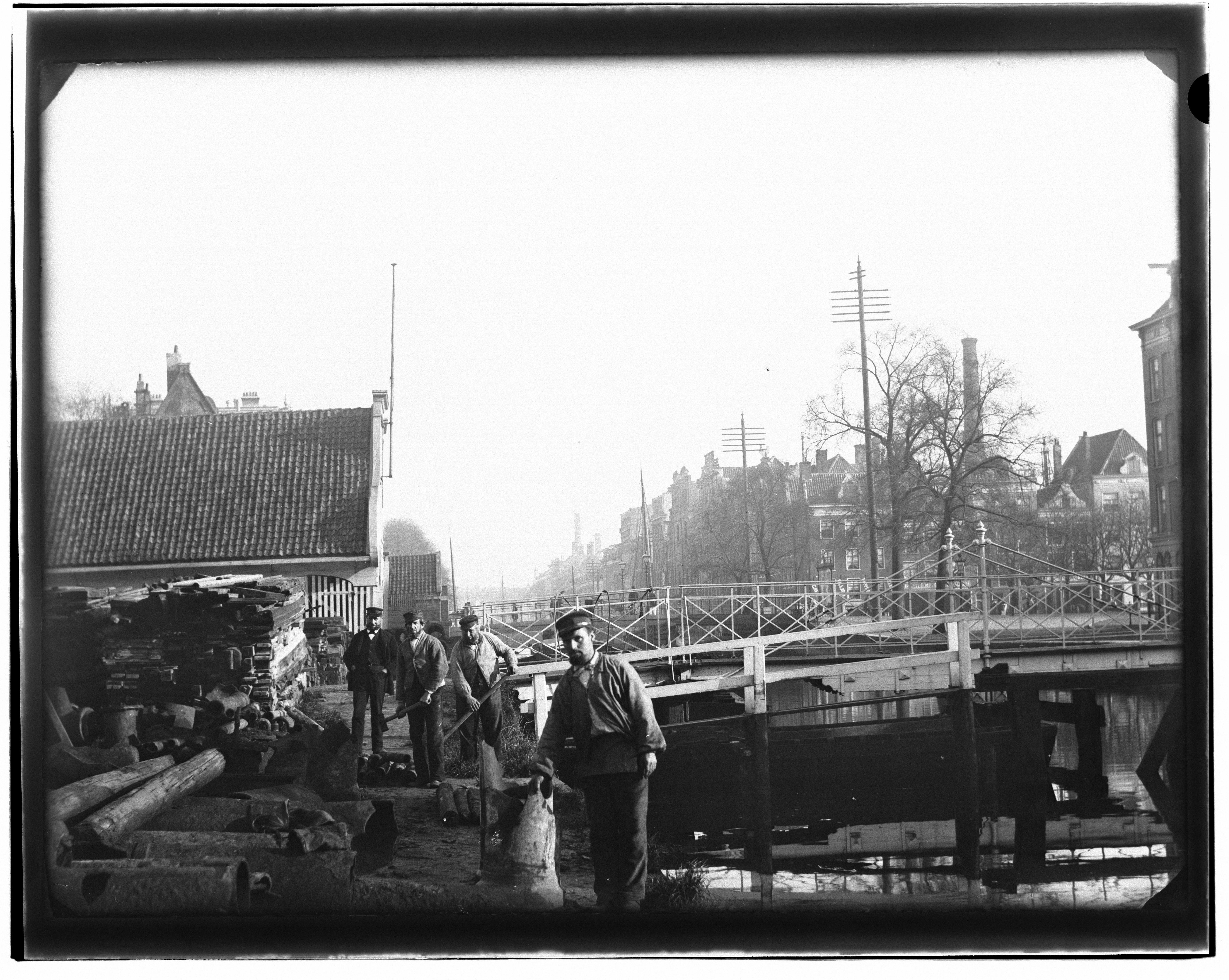
Nieuwe Achtergracht gezien vanaf de werf naar Weesperplein, links houten loods en op de voorgrond draaibruggetje tegenover steegje naar de stadstimmertuin, Jacob Olie (max res)

De Voormalige Stadstimmertuin is een straat in Amsterdam-Centrum en tegenwoordig een beschermd stadsgezicht. De straat ligt ten noorden van de Sarphatistraat, ten zuiden van de Korte Amstelstraat en Nieuwe Achtergracht, ten westen van het Weesperplein en ten oosten van de Amstel.

## Geschiedenis
In 1612 verscheen buiten de toenmalige stad ter plekke van de huidige Tuinstraat nabij de Lijnbaansgracht een gemeentelijke stadswerf, een omheinde ruimte die plaats bood aan onder meer een timmerwerkplaats waar onder de leiding van de stadstimmerman objecten voor de stad Amsterdam werden gemaakt maar ook werd gebruikt voor opslag van bouwmaterialen.
In 1660 moest de werf door ruimtegebrek door stadsuitbreiding van de Jordaan verplaatst worden en koos men voor een plek aan de rand van de toenmalige stad nabij de in 1662 voltooide  Weesperpoort. De Onbekendegracht gaf de werf toegang tot de Nieuwe Prinsengracht en de Amstel. In 1899 moest ook deze werf wijken voor verdere stadsuitbreiding en werd verplaatst naar de Van Reigersbergenstraat in het toenmalige uiterste westen van de stad. Tegenwoordig hebben de meeste stadsdelen een eigen stadsdeelwerf.
Op het vrijgekomen terrein van de voormalige stadstimmertuin verschenen bedrijfspanden en woningen en de nieuwe buurt werd doorsneden door een nieuwe straat die oorspronkelijk de naam Korte Amstelgracht kreeg naar het tegenover de Amstel gelegen Amstelgrachtje, de tegenwoordige Maarten Jansz. Kosterstraat. Op 3 april 1912 werd bij raadsbesluit de straat echter vernoemd in de Voormalige Stadstimmertuin.
Een markant gebouw in straat is het voormalige gebouw van de Stadsdrukkerij gebouwd rond 1915 waarbij oude haven meerpalen als trapleuning verwezen naar het stadswerf verleden. Het pand is nog steeds eigendom van de gemeente Amsterdam en wordt nu gebruikt als flexkantoor en het oude kantoorgedeelte is vergadercentrum geworden terwijl op de begane grond een publieke ontmoetingsruimte aanwezig is.
In 2015 werd besloten tot herinrichting van de straat omdat de straat in slechte staat verkeert en door veranderde omstandigheden niet meer functioneert. Er volgde een inspraakprocedure en in 2016 werd het nieuwe ontwerp door het stadsdeel vastgesteld. In 2017/2018 werd het gerealiseerd.

## Gebouwen
Er staan opvallende gebouwen aan de straat:
- Voormalige Stadstimmertuin 1, schoolgebouw
- Voormalige Stadstimmertuin 2, schoolgebouw
- Voormalige Stadstimmertuin 4-6, Stadsdrukkerij
- Voormalige brandweerkazerne.

### Schoolkinderbad
Toen de straat nog doodliep op de bebouwing aan de Weesperstraat stond hier sinds 1908 op huisnummer 9 het Centrale Schoolkinderbad (Weesperbadhuis), hetgeen in een tableau aan de gevel werd vermeld. Er kon alleen gebaden worden door de allerarmste schoolkinderen (klasse 1 en 2). Er waren centrale doucheruimten, aangekoppeld was een dienstwoning. Het werd al voor de Tweede Wereldoorlog gesloten en weer geopend, maar in 1941 viel het doek definitief in haar functie; kinderen moesten uitwijken naar het badhuis bij de Oostergasfabriek. Voor een periode werd het gebruikt als bijkantoor van de tegenoverliggende stadsdrukkerij, daarna trok een andere gemeentelijke dienst in het gebouw.

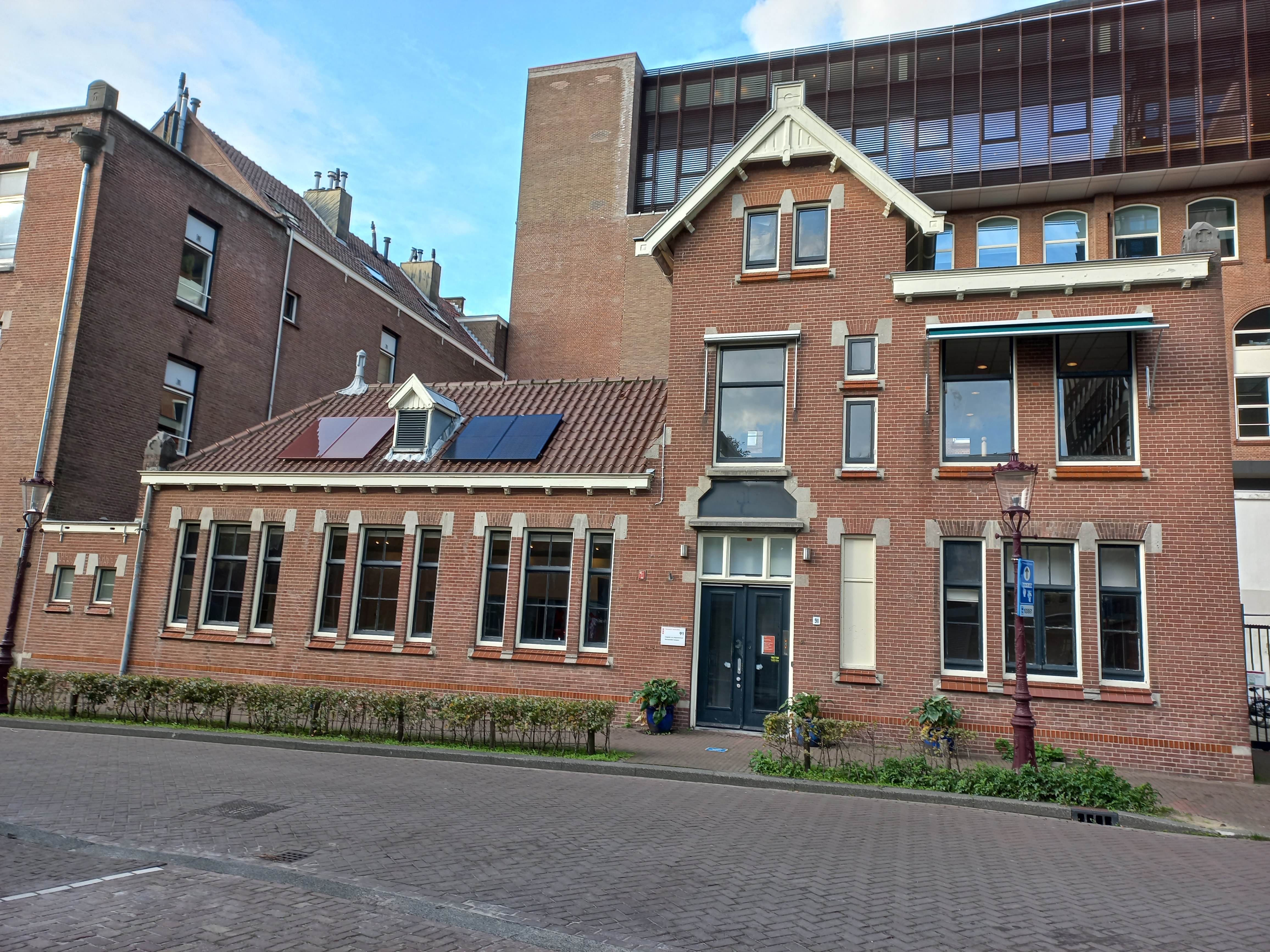
Voormalig kinderbadhuis (oktober 2022)